# Parasyte
Parasyte (寄生獣 Kiseijū?) es una serie de manga escrita e ilustrada por Hitoshi Iwaaki. Fue publicada en la revista Afternoon de la editorial Kōdansha desde el 22 de noviembre de 1988 hasta el 23 de diciembre de 1995. El manga fue primeramente publicado en Estados Unidos por Tokyopop, luego por Del Rey Manga y finalmente por Kōdansha Comics USA. En 2014 y 2015, fue adaptado bajo la forma de dos películas de acción real por los estudios Tōhō y Robot Communications en Japón.
Una adaptación a serie de anime, titulada Kiseijū Sei no Kakuritsu (寄生獣 セイの格率?), llamada en occidente Parasyte: The Maxim, fue producida por el estudio Madhouse y licenciada por la distribuidora Sentai Filmworks para Estados Unidos y Sudamérica. Posteriormente, Netflix adquirió los derechos para transmitir el anime y se estrenó en su plataforma el 15 de mayo de 2020.

## Argumento
La trama se centra en un adolescente de diecisiete años llamado Shin'ichi Izumi, quien vive con sus padres en un barrio tranquilo de Tokio. Una noche, criaturas similares a gusanos llamados "parásitos" aparecen en la Tierra, haciendo huésped a los humanos al invadir sus cerebros entrando a través de los oídos, la nariz, etc. Uno de estos parásitos intenta entrar por el oído de Shin'ichi mientras duerme, pero no tiene éxito ya que este está usando auriculares e intenta entrar por su nariz haciendo que el muchacho despierte y lo lance lejos. En un nuevo intento, el ser se lanza hacia él penetrando en su cuerpo por el brazo derecho y de este modo alcanza el cerebro. Debido a que Shin'ichi pudo evitar que este parásito llegara su cerebro, este queda limitado y completa toda su maduración en el brazo invadido, haciendo que ambos seres conserven su intelecto y personalidad separada.
A medida que ocurren encuentros con otros parásitos, ambos aprenden a coexistir con su extraña situación y poco a poco forman una unión fuerte, trabajando juntos para sobrevivir. Esto les da una ventaja en la lucha contra aquellos parásitos que, con frecuencia, atacan a la pareja al darse cuenta de que el cerebro humano de Shin'ichi sigue intacto. Shin'ichi se siente obligado a luchar contra otros parásitos que consideran a los humanos como mera comida, contando con la ayuda de Migi (ミギー), nombre que le dio a su mano derecha invadida por el parásito.

## Personajes

### Principales
Shin'ichi Izumi (泉 新一 Izumi Shin'ichi?)
Voz por: Nobunaga Shimazaki (anime)
Doblaje (Hispanoamérica): Diego Santos (anime)
Interpretado por: Shōta Sometani (acción real)
El protagonista de la historia. Es un estudiante de secundaria cuyo brazo y mano derecha sirve de huésped a un parásito extraterrestre con el que se ve obligado a coexistir pacíficamente en una extraña simbiosis. Solía ser un estudiante normal y tímido hasta que Migi le parasitó. Frecuentemente se pone en posiciones difíciles, y hasta mortales, en su deseo de proteger a la humanidad de estos agentes parásitos, llevando a mantener a su propio parásito como secreto también para evitar ser asesinados, o utilizados como espécimen de laboratorio por los humanos. Como un superhéroe de identidad secreta, él deberá encontrar maneras de aplicar sus actividades de lucha contra parásitos, lidiando como el estrés y el dolor que le causa a sus amigos y familiares. Su mente humana, emociones y sensibilidad hace que otros parásitos lo vean como una amenaza. Migi y él deberán defenderse de futuros ataques, manejando su capacidad de pensar y actuar de forma independiente, y como equipo usándolo como ventaja táctica sobre parásitos normales.
Migi (ミギー?)
Voz por: Aya Hirano (anime), Rinka (efecto de sonido), Sadao Abe (acción real)
Es el parásito que intentó poseer a Shin'ichi, pero termina conviviendo con él al tomar su mano derecha. El nombre se lo pone Shin'ichi y significa literalmente "mano derecha". A diferencia de otros parásitos, Migi no tiene deseos de matar a los seres humanos para su sustento, puesto que consigue todo los nutrientes de la comida que consume Shin'ichi. Al igual que otros parásitos, Migi no presenta ninguna emoción. Su consideración principal es la supervivencia y ha amenazado (y en algunos casos intentado) matar a otros seres humanos que representan una amenaza a la suya y al secreto de Shin'ichi. Muy a diferencia de Shin'ichi, Migi no tiene deseos ni ganas de ponerse en riesgo con el fin de proteger a los demás seres humanos de los parásitos. A medida que la serie avanza, sin embargo, se vuelve más humano, mientras que lo contrario ocurre con Shin'ichi.

### Humanos
Satomi Murano (村野 里美 Murano Satomi?)
Voz por: Kana Hanazawa (anime)
Doblaje (Hispanoamérica): Vivian Fuentealba (anime)
Interpretada por: Ai Hashimoto (acción real)
Protagonista femenina de la serie y amiga de Shinichi, hacia quien tiene sentimientos amorosos. Shin'ichi y Satomi desarrollan una relación romántica en el transcurso de la serie, pero su atracción se ven obstaculizada por el miedo de Shin'ichi a su naturaleza monstruosa y el mismo miedo de Satomi al comportamiento reservado de este; incluyendo también oscilaciones de humor que resultan de los ensayos y tribulaciones en su vida.
Kana Kimishima (君嶋 加奈 Kimishima Kana?)
Voz por: Miyuki Sawashiro
Doblaje (Hispanoamérica): Luciana Mauri (anime)
Una joven que se juntaba con personas conflictivas hasta que conoció a Shin'ichi, del cual se termina enamorando. Kana se siente atraída hacia Shin'ichi debido a su personalidad sensible y porque puede sentir algo "diferente" en él. Posee la inexplicable habilidad psíquica de poder sentir a los humanos que han sido infectados por parásitos. Sin embargo, sus sentidos no están tan afinados como los de los propios parásitos, provocando que no pueda diferenciar si ha detectando la presencia de Shin'ichi o la de un parásito normal, poniéndola siempre en un peligro considerable.
Nobuko Izumi (泉 信子 Izumi Nobuko?)
Voz por: Chieko Sasai
Doblaje (Hispanoamérica): Mariana Martí (anime)
La madre de Shin'ichi. Es asesinada por un parásito y su cuerpo es utilizado como huésped. En su forma de parásito, apuñala Shinichi en el corazón cuando este se niega a aceptar la realidad de que Nobuko no es quien parece ser; el parásito más tarde es asesinado en un trabajo conjunto entre Shin'ichi y Uda.
Kazuyuki Izumi (泉 一之 Izumi Kazuyuki?)
Voz por: Masaki Aizawa
Doblaje (Hispanoamérica): Aldo Lumbia (anime)
El padre de Shin'ichi y esposo de Nobuko. Poco después de que su esposa fue asesinada por un parásito, tenía algunas sospechas en cuanto a que si Shin'ichi estaba o no infectado (aunque nunca lo dijo de plano).
Yūko Tachikawa (立川 裕子 Tachikawa Yūko?)
Voz por: Kiyono Yasuno
Doblaje (Hispanoamérica): Noelia Lestani (anime)
Compañera de clase de Shin'ichi, y amiga de Murano y Akiho. Es una persona amable y preocupada por sus amigos. Se evidenció que puede llegar a enamorarse fácilmente, como cuando observaba y hacia dibujos regularmente de Hideo Shimada. Cuando descubrió que él era en realidad un parásito, trató fallidamente de disuadirlo para que dejara de matar gente, situación que la puso en peligro inminente.
Akiho Suzuki (鈴木 アキホ Suzuki Akiho?)
Voz por: Rena Maeda
Doblaje (Hispanoamérica): Tamara Veppo (anime)
Compañera de clase de Shinichi, y amiga también de Murano y Yuko. En cierta medida tiene sentimientos hacia Shin'ichi pero de menor importancia.
Mitsuo (光夫?)
Voz por: Kenn
Doblaje (Hispanoamérica): Braian Pavón (anime)
Estudiante de la escuela de Kana y, posiblemente, su exnovio, que tiene celos de su amor por Shin'ichi.
Shirō Kuramori (倉森 志郎 Kuramori Shirō?)
Voz por: Issei Futamata
Doblaje (Hispanoamérica): Pedro Ruiz (anime)
Un detective privado que fue contratado por Reiko Tamura para espiar a Shin'ichi. Shirou tiene el sueño de convertirse en un gran detective como Sherlock Holmes. Esto provoca que use un pobre juicio y arriesgue su vida con la esperanza de hacer algo grande, aunque después de enterarse de los parásitos, elige su vida familiar y el trabajo. Después de que su familia es asesinada, actúa en venganza contra Reiko, a quién considera la responsable, secuestrando a su bebé, para luego ser asesinado por ella, no sin antes dar sus datos a la policía para que vayan tras de ella.

Mamoru Uda (宇田 守, Uda Mamoru)
Voz por: Takuma Suzuki
Un hombre de complexión robusta que vive en el poblado donde hospitalizan al padre de shinichi, al igual que Shin'ichi es infectado por un parásito el cual no alcanza al llegar al cerebro pero madura en su mandíbula, de personalidad sentimental, llora fácilmente y sumamente nervioso bajo presión, hasta cierto punto ingenuo, es abandonado por su esposa un año después de su matrimonio debido a su personalidad sensible por lo que decide suicidarse; Justo en ese momento se encuentra con su parásito a quien más adelante llama "Jaw" (mandíbula en inglés) al asustarse resbala cayendo al mar donde Jaw decide entre invadir el cerebro ahogándose los dos o quedarse en la mandíbula y alcanzar la superficie salvando la vida de ambos. Posteriormente ayudan a Shin'ichi a enfrentar al parásito que asesino a su madre dejándose herir como distracción ya que Jaw mueve sus órganos vitales con el fin de no recibir un golpe mortal, dando oportunidad a Migi de eliminar al enemigo.
Takeshi Hirokawa (広川 剛志 Hirokawa Takeshi?)
Voz por: Yū Mizushima
Líder de una cábala de parásitos que cuenta entre sus miembros con Reiko Tamura y Gotō. Él es el alcalde de la ciudad de Fukuyama Oriental, y un ser humano simpatizante de los parásitos. Es un hombre bien cuidado que siempre es visto con un traje formal y corbata. De actitud generalmente tranquila, sin expresión, esto hace que la gente lo confunda con un parásito. Siendo un ecologista radical, él cree que los seres humanos son tóxicos, y en gran medida desaprueba cómo la raza humana trata al planeta y a todas las otras especies que los rodean. Cree que los parásitos son la respuesta a la limpieza del planeta de los seres humanos, que los asume como basura. Es asesinado por la policía quienes descubren luego que él nunca fue un parásito, sino simpatizante.
Hirama (平 間?)
Voz por: Takuma Suzuki
Un detective veterano que interrogó Shinichi tras la muerte de Kana. Más tarde, juega un papel fundamental en la misión para eliminar a Reiko Tamura.
Yamagishi (山 岸?)
Voz por: Rikiya Koyama
Un oficial de policía y amigo de Hirama. Es asignado a la misión policial para exterminar a los parásitos en el este de la ciudad de Fukuyama. Muy confiado en sus habilidades y en la de su equipo, lideró la operación en tierra. Sin embargo, también poseía alguna naturaleza sádica, como la de matar a un ser humano que se negó a obedecer su orden. Fue lo bastante inteligente como para deducir que Gotou tenía mucha ventaja luchando en espacios cerrados y ordenó a su equipo alcanzar la azotea, siendo él el único que llegó. Es asesinado por Gotou luchando hasta el final.
Uragami (浦上?)
Voz por: Hiroyuki Yoshino
Un caníbal y asesino en serie que tiene la capacidad de distinguir entre los humanos y los parásitos. Él es traído y utilizado por los militares para ayudarles en su operación para exterminar a los parásitos en el este de la ciudad de Fukuyama, pero termina escapado cuando toda la unidad militar es eliminada por Gotou. Regresa al final de la serie con intentos para asesinar a Shin'ichi y Satomi.
Mitsuyo (美津代?)
Voz por: Seiko Fujiki
Es una anciana que dio cobijo a Shin'ichi después de su pelea con Gotou. Se dice de ella que tiene una lengua afilada, pero es de muy buen corazón.

### Parásitos
Reiko Tamura (田村 玲子 Tamura Reiko?)
Voz por: Atsuko Tanaka, Joanne Bonasso (inglés)
Es un parásito que infectó y tomó la identidad de una mujer llamada Ryōko Tamiya (田宮 良子 Tamiya Ryōko?), quien luego se convierte en una de los maestros de la escuela de Shin'ichi. A diferencia de la mayoría de su especie, está interesada en teorías científicas y filosóficas bajo un impulso de entender la biología, origen y el propósito de su especie.
Hideo Shimada (島田 秀雄 Shimada Hideo?)
Voz por: Akira Ishida, Blake Shepard (inglés)
Es un parásito que tomó el control del cuerpo de un adolescente, que luego decide integrarse en la sociedad humana. Hideo se inscribe en la escuela de Shin'ichi bajo la sugerencia de Reiko y expresa su deseo de hacerse amigo de este, pero Shin'ichi no confía en él. Aunque Hideo es un parásito relativamente pacífico, no tiene reparos en dañar ni matar a los matones que tratan de iniciar peleas con él, y sigue cazando a los humanos a pesar de que dice estar aprendiendo a comer como una persona común.

## Contenido de la obra

### Manga
Kiseijū fue serializado originalmente en Japón en la sección Open Special de la revista Morning (~ Zōkan) desde 1988 hasta 1990 cuando, debido a algunas inicidencias se cambió a la revista Afternoon, donde continuó hasta su fin en 1995. El manga fue recopilado en diez volúmenes tankōbon de mano de Kōdansha, siendo más tarde republicados en ocho volúmenes kanzenban.
La editorial Kōdansha anunció la publicación un one-shot de la franquicia para julio de 2015. Este nuevo trabajo estaría a cargo del dúo de mangakas PEACH-PIT y se llamará Oshiete! Tamiya Ryōko-sensei (lit. ¡Enséñame! Profesora Ryōko Tamiya).

### Anime
Una adaptación a serie anime realizada por Madhouse titulada Kiseijū: Sei no Kakuritsu (寄生獣 セイの格率?) o Parasyte -the maxim-, fue transmitida por NTV desde el 8 de octubre de 2014 hasta el 25 de marzo de 2015.
Animax Asia empezó una transmisión simultánea del anime en el Sudeste asiático y en Asia del sur. La serie está siendo restransmitida por Crunchyroll en América del Norte, Europa, Australia, Nueva Zelanda, Sudáfrica, Latinoamérica, Oriente Medio y África del Norte. Sentai Filmworks licenció el anime para Norteamérica, Sudamérica, Reino Unido, Australia y Nueva Zelanda.
El tema de apertura es Let Me Hear de la banda Fear, and Loathing in Las Vegas, mientras que el de cierre es It's the Right Time interpretado por Daichi Miura.

### Películas en imagen real
New Line Cinema adquirió los derechos para realizar la película Parasyte en 2005, y se hizo un anuncio de que una adaptación al cine estaba en marcha, con Jim Henson Studios y Don Murphy supuestamente a cargo de la producción. La opción de realización de la película de New Line Cinema expiró en 2013, lo que provocó una lluvia de ofertas de producción en Japón. La productora Toho finalmente consiguió los derechos, y decidió adaptar el manga en dos películas en imagen real, dirigidas por Takashi Yamazaki. La primera parte, Parasyte: Parte 1, fue estrenada en noviembre de 2014 y la segunda parte, Parasyte: Parte 2, en abril de 2015. Ambas partes son distribuidas en España en formato físico por la empresa Mediatres Studio bajo el título de Parásito.
Parasyte: Parte 1 recaudó unos 800 millones de yenes en taquilla, tan solo dos semanas después de su estreno.